# Самаин
Самаин (енгл. Samhain), Сауин (енгл. Sauin) или Оиче шамна (енгл. Oíche Shamhna), гелски је фестивал који се слави 1. новембра, односно 1. маја за неопагане на Јужној хемисфери. Самаин означава крај сезоне жетве и почетак зиме или „тамнији дио године“ како се назива међу келтским народима. То је такође назив на ирском језику за новембар. Прославе почињу 31. октобра увече, пошто је келтски дан почињао и завршавао се заласком сунца. Отприлике је између јесење равнодневице и зимског солстиција. Један је од четири галска сезонска фестивала уз Имболк, Белтејн и Лугнасад. Кроз историју, фестивал је био широко слављен, широм Ирске, Шкотске и Острва Мен. Сличан фестивал одржавају бретонски келтски народи, који се зове Калан гаеф у Велсу.
Сматра се да има келтско паганско поријекло, а неке неолитске гробнице у Ирској и Британији су усклађене са изласком сунца у вријеме Самаина. Помиње се у најранијој ирској литератури, из 9. вијека и повезује се са многим важним догађајима у ирској митологији. Према раној литература, фестивал се прослављао уз велика окупљања и гозбе када су биле отворене древне гробне хумке, које су сматране и порталима у други свијет. Нека литература такође повезују Самаин са ломачама и жртвама.
Фестивал није детаљно забиљежен све до раног модерног доба, када се спуштала стока са љетњих пашњака и клала. Паљене су посебне ломаче, за које се сматрало да имају заштитну и прочишћавајућу моћ. Као и Белтејн, Самаин је био гранични фестивал, када се граница између овог свијета и Оностраног замаглила, чинећи вјероватнијим контакт са створењима аос си (духовима или вилама), које већина научника посматра као остатке паганских богова. На Самаин су их умиривали понудама хране и пића како би се осигурало да људи и стока преживе зиму. Такође се сматрало да душе умрлих рођака поново посјећују своје домове тражећи гостопримство, а за њих је било постављено мјесто за столом током оброка. Мумирање и гуисинг били су дио фестивала најкасније од раног модерног доба, када су људи ишли од врата до врата у костимима, рецитујући стихове у замјену за храну. Сматра се да су костими можда били начин имитирања и прерушавања од аос си створења. Прорицање је такође било велики дио фестивала и често је укључивало орашасте плодове и јабуке. У касном 19. вијеку, Џон Рис и Џејмс Фрејзер су истакли да је на дан када се прослављао фестивал била келтска Нова година, али је то касније оспорено.
У 9. вијеку, западна црква је прихватила 1. новембар као датум Дана свих светих, вјероватно због Алкуиновог утицаја, а 2. новембар је касније постао Задушни дан. Вјерује се да су Самаин и Задушни дан утицали једни на друге и на модерну Ноћ вјештица, а већина америчких традиција за Ноћ вјештица наслијеђена је од ирских и шкотских имиграната. Фолклористи су користили назив „Самаин“ да упућују на гелске обичаје „Ноћи вјештица“ до 19. вијека.
Од каснијег 20. вијека келтски неопагани и Виканци су сматрали Самаин или нешто на основу њега, као вјерски празник.

## Етимологија
У модерном ирском и шкотском гелском језику назив је Самаин (Samhain), док је традиционално манкско гелско име Сауин (Sauin). Обично се пише са одређеним чланом: An tSamhain (ирски), An t-Samhain (шкотски гелски) и Yn Tauin (манкски). amhai је пентаграф за гласове əu̯. Старији облици ријечи укључују шкотски гелски правопис Samhainn и Samhuinn. Гелски називи за мјесец новембар потичу од ријечи Samhain.
Сва имена фестивала потичу од старог и средњег ирског Samain или Samuin, што је био назив за фестивал који је одржаван 1. новембра у средњовјековној Ирској, а који је традиционално изведен од ријечи semo из прандоевропског, што значи „љето“. Џон Т. Кох је истакао да је нејасно зашто би фестивал који обиљежава почетак зиме требало да садржи ријеч за „љето“. Лингвиста Џозеф Вендрис је истакао да то није повезано, написавши да се келтско љето завршавало у августу. Лингвисти Гзавије Деламар и Ранко Матасовић су извели назив од протокелтског samoni, што значи поновно окупљање, збор или скуп, а чије је првобитно значење објашњено као „сабор, празник првог мјесеца у години“, што се можда се односи на „скуп живих и мртвих“.

### Календар из Колињија
На галском календару из Колињија, који датира из 2. вијека, сматра се да је име мјесеца Самони (Samoni) повезано са ријечју , али такође и да Samoni има сличност са реконструисаном протокелтском ријечју samos, што значи „љето“, а што је паралелно са реконструисаном ријечју за зиму — gyemos, која је вјероватно сродна са мјесецом који је шест мјесеци касније у календару и зове се Giamoni. Сматра се да је можда одржавана нека врста фестивала 17. дана Самонија, под називом „три самонијеве ноћи данас“. Полазна тачка календара је нејасна.

## Поријекло
Самаин или Самуин је био назив фестивала којим се обележава почетак зиме у гелској Ирској, који је означавао крај сезоне жетве и почетак зиме или „тамнији дио године“. То је посвједочено у најранијој староирској књижевности, која датира од 9. вијека па надаље. Био је то један од четири галска сезонска фестивала: Самаин (1. новембар), Имболк (1. фебруар), Белтејн (1. мај) и Лугнасад (1. август). Сматра се да су Самаин и Лугнасад, на супротним странама године, били најважнији. Сер Џејмс Џорџ Фрејзер је у својој књизи из 1890. године, под називом Златна грана: Студија о магији и религији, написао да су 1. мај и 1. новембар од малог значаја за европске узгајиваче усјева, али од велике важности за сточаре који се баве сезонском трансхумацијом. Почетком љета стока се тјера на планинске љетње пашњаке, а почетком зиме враћа се назад, због чега је Фрејзер истакао да фестивал има сточарско поријекло.
Неке неолитске гробнице у Ирској повезане су са изласком сунца око времена Самаина и Имболка, укључујући хумку талаца на брду Тара, као и Лох кру у Слив на Калиах масиву.

## У ирској митологији
Ирска митологија је првобитно била говорна традиција, али велики дио ње су у средњем вијеку записали хришћански монаси. У причи из десетог вијека под називом Удварање Емера, наведен је Самаин као први од четири сезонска фестивала у години. У литератури је писано да се на тај дан проглашавао мир и прављена су велика окупљања, гдје су одржавали састанке, правили гозбу, пили алкохол и одржавали такмичења. Та окупљања су била популарно окружење за ране ирске приче. У причи Кормакова авантура написано је да се празник Таре одржавао сваког седмог Самаина, чији је домаћин био Велики краљ Ирске, а током којег су одређивани нови закони и дужности; свако ко би прекршио законе установљене на тај дан био би прогнан.
Према ирској митологији, Самаин (као и Белтејн) је био вријеме када су се „отварала врата“ у Онострани свијет, дозвољавајући натприродним бићима и душама мртвих да дођу у наш свијет; док је Белтејн био љетњи фестивал за живе, истакнуто је да је Самаин у суштини био фестивал за мртве. У причи Дјечачка дјела Фиона, написано је да су сидхе (вилински хумци или портали у свијет мртвих) увијек биле отворене на Самаин. Вјеровало се да сваке године Ајлен, биће који дише ватру, излази из Другог свијета и спаљује палату на Тари током фестивала, након што би претходно својом музиком све успавао. Током једног Самаина, млади Фион Макул је остао будан и убио је Ајлена магичним копљем, због чега је постао вођа фијане. У сличној причи, током једног Самаина, биће из другог свијета по имену Кулдуб, изашао је из хумка на Слиевенамону и узео печено прасе. Фион је убио Кулдуба бацањем копља док је поново улазио у хумку. Фионов палац је ухваћен између врата и стуба док се затварају и ставио га је у уста да би ублажио бол. Пошто је његов палац био у Оностраном свијету, Фион је обдарен великом мудрошћу, што се тумачи као стицање знања од предака. У причи Колоквиј стараца говори се о томе како три вукодлака излазе из пећине Круахан (која је портал другог свијета) сваког Самаина и убијају стоку. Када је Кас Корач засвирао на харфи, они су попримили људски облик, а ратник Каилте их је затим убио копљем.
Неке приче указују на то да су приноси или жртве приношени на Самаин. Прича под називом Књига о инвазијама говори о томе како је на сваки Самаин народ Немеда морао да да двије трећине своје дјеце, свој кукуруз и своје млијеко монструозним Фоморијанцима, који представљају штетне или разорне моћи природе и персонификација су хаоса, таме, смрти, разарања и суше. Данак који је плаћао народ Немеда представљао је жртву која се приноси на почетку зиме, када су силе таме и разарања у успону. У каснијим дјелима Античка мјеста и Анали четири мајстора, које су написали хришћански монаси, Самаин је у древној Ирској био повезан са богом или идолом званим Кром Кроач. У текстовима је наведено да би прворођено дијете било жртвовано каменом идолу Кром Кроача у Маг Слехту, као и да су краљ Тигернмас и три четвртине његовог народа умрли док су се молили Кром Кроачу током Самаина.
Легендарни краљеви Диармајт Макербејл и Муирчертач Макерке умрли су троструком смрћу на Самаину, што укључује рањавање, спаљивање и утапање, а на шта су они унапријед упозорени. У причи Уништење хостела Да Дерга, краљ Конаире Мор такође је умро на Самаин након што је прекршио своју гејсу (забрану или табу), а претходно су га три бесмртна коњаника који су гласници Дона, бога мртвих, упозорили на његову предстојећу пропаст. У књизи Дјечачка дјела Фиона говори се о томе како су на сваки Самаин мушкарци из Ирске ишли да се удварају лијепој дјевојци која живи у вилинској хумци на Бри Ејлу (брдо Кроган). Такође је наведено да би сваке године неко био убијен „да обиљежи ту прилику“, од стране непознатих особа. Неки академици сматрају да те приче подсјећају на људску жртву, као и да се чини да су неколико древних ирских мочварних тијела (као што је Стари Кроган) били краљеви који су ритуално убијени, а од којих су неки убијени за вријеме Самаина.
У књизи Авантура Нера, краљ Аилил од Конота поставио је својој пратњи тест храбрости у ноћи Самаина. Понудио је награду ономе ко може да стигне до вјешала и веже траку око глежња објешеног човјека. Демони су осујетили сваког изазивача, који су у страху дотрчали назад у краљеву дворану. Нера је успјела, а мртвац је затражио пиће. Нера га је понио на леђима и зауставили су се код три куће. Ушли су у трећу, гдје је мртвац попио воде и пљунуо на укућане, убијајући их. Враћајући се, Нера је угледао вилинску војску како пали краљевску дворану и коље све унутра. Он затим прати мртваца кроз портал у онај свијет и сазнаје да је оно што је видио била само визија онога што ће се догодити следећег Самаина ако се нешто не промијени, након чега се враћа у дворану и опомиње краља.
У причи Убиство Кримтан Макфидајга говори се о томе како Монгфинда убија свог брата, краља Кримтана од Минстера, да би један од њених синова постао краљ. Монгфинда је дала Кримтану отровано пиће на гозби, али је он од ње тражио да она прво попије из њега. Пошто није имала другог избора осим да попије отров како би га убиједила да и он пије, умрла је убрзо послије њега, уочи Самаина. Средњоирски писац је истакао да се Самаин такође зове Фестивал Монгфинда или Монгфидион и да жене и руља упућују понуде њој на Самаин.
Многи други догађаји у ирској митологији дешавају се или почињу на Самаин. Инвазија на Алстер, која чини главну акцију епа Напад на стоку Кулија, почиње на Самаин; пошто се крађа стоке обично дешавала током љета, инвазија ван сезоне изненадила је становнике Алстера. Књига Друга битка код Маг Туиреда такође почиње на Самаин. Мориган и Дагда се састају и имају секс прије битке против Фоморијанаца; на тај начин, Мориган дјелује као суверена фигура и доноси побједу Дагдином народу, племенима богиње Дану. У саги Сан о Енгусу, Енгус и његова будућа невјеста прелазе из птичјег у људски облик на Самаин, а у саги Удварање Етејну, Енгус осваја краљевство Бру на Бојн.
Неколико локација у Ирској посебно је повезано са Самаином. Сваке године током фестивала, сматрало се да мноштво оностраних бића излази из пећине Круахан у округу Роскомон. Сматра се да је брдо Вард (или Тлачтга) у округу Мид било мјесто великог окупљања на Самаин и паљења ломача, док се за тврђаву из гвозденог доба сматра да је била мјесто гдје је богиња или друид Тлачтга родила тројке и гдје је касније умрла.
У књизи Станице сунца: историја ритуалне године у Британији из 1996. Роналд Хатон је написао: „нема сумње да је било [паганских] религиозних обреда, али ниједна прича никада не приказује никакве.“ Једина историјска референца на паганске вјерске обреде налази се у дјелу Џефрија Китинга, али његов извор је непознат. Хатон сматра да се никакви вјерски обреди можда не помињу јер вијековима након христијанизације, писци о њима нису ништа забиљежили. Хатон сматра да Самаин можда није био посебно повезан са натприродним, већ да су окупљања краљевских породица и ратника током фестивала можда била идеално окружење за такве приче, на исти начин на који се многе приче о краљу Артуру дешавају на дворским скуповима на Божић или Педесетницу.

## Историјски обичаји
Самаин је био један од четири главна празника гелског календара, који је означавао крај жетве и почетак зиме. Обичаји који су повезани са фестивалом помињу се у неколико средњовјековних текстова. У књизи Кухулинов болеснички кревет, написано је да је фестивал краљевства Алстер у вријеме Самаина трајао недељу дана: три дана прије Самаина, на Самаин и три дана послије. То је укључивало велика окупљања гдје су одржавали састанке, гозбе, пили алкохол и одржавали такмичења. У књизи Уништење хостела Да Дерга пише да су на Самаин паљене ломаче и да је у ватру бачано камење. Џефри Китинг спомиње паљење ломаче у својој књизи Фондација знања о Ирској, која је написана почетком 1600-их, али се ослањао на раније средњовјековне изворе, од којих су неки непознати. Он тврди да се фестивал на Тари одржавао недељу дана сваког трећег Самаина, када су се племићи и оламе Ирске састајали да донесу и обнове законе и да славе. Он такође наводи да су друиди палили свету ломачу у Тлачтги и приносили жртве боговима, понекад спаљивањем њихових жртава. Он додаје да су све остале ватре биле угашене и поново запаљене од ватре са те ломаче.

### Ритуалне ломаче
Као и на фестивал Белтејн, ломаче су паљене на врховима брда и на Самаин и постојали су ритуали који су укључивали њих. До раног модерног доба, ритуалне ломаче су биле паљене најчешће у дијеловима шкотске висоравни, на Острву Мен, на сјеверном и средњем Велсу и у дијеловима Алстера. Ф. Маријан Мекнил је написала да су то раније биле потребе за живом ватром, али да је тај обичај замро. Такође, традиционално су коришћене само одређене врсте дрвета, али каснији записи показују да су многе врсте запаљивог материјала изгорјеле. Претпоставља се да су ватре биле нека врста имитативне или симпатичне магије; опонашајући Сунце, чиме су, према њиховом вјеровању, помагали моћима развоја и задржавали пропадање и таму зиме. Сматра се да су можда служиле и за симболично спаљивање и уништавање свих штетних утицаја. Према извјештајима из 18. и 19. вијека, сматрало се да ватра, дим и пепео имају моћ заштите и чишћења.
У Морију из 19. вијека, дјечаци су тражили гориво за ломачу из сваке куће у селу, а након што је ватра запаљена, један за другим млади су лежали на земљи што је могуће ближе ватри а да не би изгорјели и у таквом положају да дим прелази преко њих, док су остали трчали кроз дим и прескакали га; након што би ломача изгорјела, они су разбацивали пепео, такмичећи се ко ће више да га разнесе. У неким областима би се палиле двије ломаче једна поред друге, а људи би сами или понекад са својом стоком, ходали између њих као ритуал чишћења. Сматра се да су кости заклане стоке бачане на ломаче.
Људи су такође односили пламен са ломаче назад својим кућама. Током 19. вијека, у дијеловима Шкотске, бакље од запаљеног бијелог бора или травњака носиле су се по кућама и пољима како би их заштитиле. На неким мјестима људи су гасили ватру на свом огњишту у ноћи на Самаин. Свака породица би затим свечано поново запалила ватру на својим огњиштима од заједничке ватре, повезујући тако заједницу. Џефри Китинг је тврдио да је то древна традиција коју су успоставили друиди. Сматра се да је гашење старе ватре и уношење нове можда био начин да се протјера зло, што је био дио новогодишњих фестивала у многим земљама.

### Прорицање
Ломаче су коришћене у прорицању. У Октертиру из 18. вијека, прстен од камења, по један за сваку особу, стављан је око ватре, обично на слој пепела, а људи су трчали око њега са бакљом, ликујући. Ујутру се камење прегледало, а ако би неки био погрешно положен, сматрало се да особа коју представља тај камен неће преживјети годину. Сличан обичај је био заступљен и у сјеверном Велсу, као и у Бретањи. Џејмс Фрејзер је истакао да то можда произилази из старијег обичаја стварног спаљивања, односно приношења људске жртве или је можда одувијек било симболични дио фестивала. Прорицање је вјероватно било дио фестивала од давнина, а у неким руралним областима је опстало и у модерном добу.
На кућним свечаностима широм гелских региона и Велса, многи ритуали су имали за циљ да предвиде будућност окупљених, посебно у вези са смрћу и браком. У тим ритуалима и играма прорицања често су се користиле јабуке и љешници. У келтској митологији, јабуке су биле снажно повезане са Оностраним свијетом и бесмртношћу, док су љешници били повезани са божанском мудрошћу. Једна од најчешћих игара је била лов на јабуке, у којој би мали дрвени штап био закачен са плафона у висини главе, са упаљеном свијећом на једном крају и јабуком која је висила на другом. Штап се окретао и сви су се смјењивали у покушају да зубима ухвате јабуку. У другој игри прорицања, јабуке су се гулиле у једну дугачку траку, након чега би се кора пребацила преко рамена, а сматрало се да њен облик чини прво слово имена будућег супружника.
У прорицању са љешницима, два љешника су стављана да се пеку поред ватре; један је назван по особи која их пече, а други по особи коју жели. Ако би љешници искочили од врућине, то је био лош знак, а ако би се тихо пржили, то је предсказало одличан спој. Једна од популарних игара је била скривање предмета у храни, обично у колачима, бармбреку, краначану, шампима, совансу или колканону, а дијелови тога су се сервирали насумично. Будућност неке особе се прорицала предметом који би случајно пронашао, од чега прстен означава брак, а новчић богатство. Један од начина прорицања супружника је био тај што би испекли слану овсену кашу коју би особа појела у три залогаја и онда би у тишини отишла у кревет без ичега да попије. Сматрало се да то резултира сном у којем им будући супружник нуди пиће да утоле жеђ. Према једној игри, бјеланца су стављана у воду, а облици су прорицали број будуће дјеце. Млади људи би такође јурили вране и предвиђали неке од тих ствари на основу броја птица или правца у којем су летјеле.

### Духови и душе
Самаин је посматран као крајње вријеме када би се граница између овог свијета и Оностраног могла лакше прећи. То је значило да створења аос си, „духови“ или „виле“, могу лакше да дођу у свијет живих. Многи научници сматрају да су аос си остаци паганских богова и природних духова. Вјеровало се да на Самаин аос си треба умирити жртвом како би се осигурало да људи и њихова стока преживе зиму. Понуде хране и пића би се остављале напољу за аос си, а дијелови усијева су се могли оставити у земљи за њих.
Један обичај, који је описан као очигледан примјер паганског обреда који је преживио у хришћанској епохи, забиљежен је на Спољним Хебридима и Јони у 17. вијеку. У ноћи 31. октобра, рибари и њихове породице силазили би на обалу; један човјек би загазио у воду до појаса, гдје би излио шољу пива и замолио Сеонаида, којег је називао богом мора, да им да добар улов. Обичај је окончан 1670-их година након похода свештенства, али је церемонија пребачена на прољеће и опстала је до почетка 19. вијека.
Људи су такође посебно водили рачуна да не увриједе аос си и настојали су да отјерају било кога ко би хтио да изазове несташлук. Остајали су близу куће или, ако су били приморани да ходају по мраку, окретали су своју одјећу наопачке или су носили гвожђе или со да би држали створења подаље од себе. У јужној Ирској, на Самаин је био обичај да се плете мали крст од штапа и сламе назван „паршел“ или „паршал“, који је био сличан Бригидском крсту и Божјем оку. Био је фиксиран изнад улаза да би одбранио укућане од несреће, болести и враџбина и мијењан је са новим на сваки Самаин.
Мртвима је такође одавана почаст на Самаин. Почетак зиме се сматрао најприкладнијим временом за то јер је то било вријеме умирања у природи. Сматрало се да душе мртвих поново посјећују своје домове тражећи гостопримство, због чега су била постављена мјеста за трпезом и поред ватре да би их дочекали. Сматра се да вјеровање да се душе мртвих враћају кући једне ноћи у години и да се морају умирити има древно поријекло и налази се у многим културама широм свијета. Џејмс Фрејзер је о томе написао: „Можда је била природна помисао да би приближавање зиме требало да отјера сиромашне, дрхтаве, гладне духове из голих поља и шума  без лишћа у заклон викендице“. Међутим, сматрало се да су душе захвалних сродника могле да се врате да дају благослове исто тако као што би душе повријеђене особе могле да се врате да се освете.

### Мумирање и прерушавање
У неким областима, мумирање и прерушавање (Guising), били су дио Самаина и први пут су забиљежени у Шкотској у 16. вијеку, а касније у дијеловима Ирске, Острва Мен и Велса. Људи су ишли од куће до куће у ношњи или прерушени, обично рецитујући пјесме или стихове у замјену за храну. Сматра се да су ти обичаји еволуирали из традиције у којој су људи имитирали аос си или душе мртвих и примали понуде у њихово име. Такође се вјеровало да лажно представљање у те духове или душе штити од њих. С. В. Педл је истакао да гуисери персонификују старе духове зиме, који су тражили награду у замјену за срећу. Мекнил је истакла да је древни фестивал укључивао људе у маскама или костимима који су представљали те духове и да је модерни обичај произашао из тога. У Ирској су костиме понекад носили људи који су прије те ноћи ишли да скупљају храну за Самаин гозбу.
У Шкотској, младићи су ишли од куће до куће са маскираним, прекривеним, офарбаним или поцрњеним лицима, често пријетећи да ће направити несташлук ако не буду награђени. То је било уобичајено у 16. вијеку у шкотским селима и задржало се до 20. вијека. Претпоставља се да су поцрњавали лица због заштите, употребом пепела од ломаче. У Ирској крајем 18. вијека, сељаци који су носили штапове ишли су од куће до куће на Самаин скупљајући храну за гозбу; Чарлс Валанси је написао да су то захтијевали у име Светог Колма Сила, тражећи од људи да оставе угојено теле и да изведу црну овцу. У дијеловима јужне Ирске током 19. вијека, гуисери су практиковали хоби коња познат као Лаир Бан (бијела кобила). Човјек покривен бијелим чаршавом и са украшеном коњском лобањом водио би групу младих, дувајући у кравље рогове, од фарме до фарме. На свакој су рецитовали стихове, од којих су неки били пагански, а од фармера се очекивало да донирају храну. Ако би то урадили, могли су да очекују срећу од Мук Ола, а ако то не би учинили, донијело би им несрећу. То је слично процесији Мари Лвид (сива кобила) у Велсу, која се одржава у средини зиме; у Велсу се бијели коњ често сматра предзнаком смрти. Другдје у Европи, костими, мумирање и хоби коња били су дио других годишњих фестивала, али у регионима у којима се говори келтски, они су били посебно прикладни за ноћ за коју се сматрало да натприродна бића долазе у свијет живих и да су их људи луталице могли опонашати или одбити.
Хатон је у својој књизи написао: „Када се опонаша злоћудни дух, био је веома кратак корак од претварања до изигравања шале“. Прављење шала на Самаин забиљежено је у Шкотској висоравни најкасније 1736. године, а такође је било уобичајено у Ирској, што је довело до тога да је Самаин у неким дијеловима добио надимак „Ноћ несташлука“. Ношење костима за Ноћ вјештица проширило се на Енглеску у 20. вијеку, као и обичај прављења шала, иако је било мумирања на другим фестивалима. У вријеме масовне трансатлантске имиграције Ираца и Шкота, која је популарисала Ноћ вјештица у Сјеверној Америци, Ноћ вјештица у Ирској и Шкотској је имала снажну традицију прерушавања и прављења шала. Сматра се да обичај смицалица или посластица можда потиче од обичаја да се иде од врата до врата и скупља храна за Самаин гозбе, огрев за ломаче или понуде за аос си. Алтернативно, такође се сматра да можда потиче од обичаја сакупљања колача за душе, у замјену за молитву за душе дароватеља и њихових пријатеља.
Традиционално освјетљење за костимиране људе који су правили шале понегдје су ноћу пружале кораба и репа, које би биле издубљене да дјелују као фењери и често исклесане гротескним лицима. Такође су били постављени на прозорске даске, а они који су их правили, за фењере су на различите начине говорили да представљају духове или натприродна бића, као и да су коришћени да отјерају зле духове. Они су били уобичајени у дијеловима Ирске и Шкотске висоравни у 19. вијеку. Такође су пронађени у Самерсету, док су се у 20. вијеку проширили на друге дијелове Британије и постали опште познати као Џек-о-’Лантерн.

### Сточарство
Традиционално, Самаин је био вријеме да се сагледају стада и залихе хране. Говеда су спуштана на зимске пашњаке након шест мјесеци на вишим љетњим пашњацима. Било је и вријеме да се изабере које ће животиње бити заклане, што је обичај којег се многи који се баве пољопривредом и узгојем стоке придржавају и у модерном добу. Сматра се да су неки од обреда везаних за клање пренесени и на друге зимске празнике; на дан светог Мартина (11. новембар) у Ирској би била заклана нека животиња, обично пијетао, гуска или овца и мало њене крви би било попрскано на прагу куће, након чега се приносила Светом Мартину, који је можда заузео мјесто бога или богова и тада се јело у част гозбе. Тај обичај је био уобичајен у дијеловима Ирске све до 19. вијека, а пронађен је и у другим дијеловима Европе. За Нову годину на Хебридима, човјек обучен у говеђу кожу обилазио би град по сунцу; дио коже би спалио како би сви удахнули дим. Ти обичаји су имали за циљ да одврате несрећу, а слични обичаји су пронађени и у другим келтским регионима.

## Келтско оживљавање
Током келтског препорода касног 19. и раног 20. вијека, дошло је до пораста интересовања за Самаин и друге келтске фестивале. Сер Џон Рис је истакао да је то била келтска Нова година, што је закључио из савременог фолклора у Ирској и Велсу, за којег је сматрао да је пун обичаја за Ноћ вјештица повезаних са новим почецима. Он је посјетио и Острво Мен и открио да су Манкси понекад 31. октобар звали Новогодишња ноћ или Хог уна. У причи из десетог вијека под називом Удварање Емера, година је рачуната око четири фестивала на почетку годишњих доба, а Самаин је стављен на почетак, као почетак нове године. Хатон је истакао да су докази да је то била келтска или гелска Нова годину слаби. Рисову теорију је популаризовао Џејмс Џорџ Фрејзер, који је такође понекад истицао да су докази неубједљиви, али је написао да је Самаин био пагански келтски празник мртвих и да је христијанизован као Сви свети и све душе. Од тада, Самаин је популарно посматран као келтска Нова година и древни фестивал мртвих; календар Келтске лиге почиње и завршава се на Самаин.

## Слични фестивали
У бритонској грани келтских језика, Самаин је познат као „зимски календар“. Британске земље Велс, Корнвол и Бретања одржавале су 31. октобра фестивале сличне гелском. У Велсу је то Калан Гаеф, у Корнволу је то Алантид или Калан Гуав, а у Бретањи је Калан Гоанв.
Манкси славе Хоп ту На 31. октобра, што је прослава првобитне новогодишње ноћи. Традиционално, дјеца на тај дан сијеку репе умјесто бундеве и носе их по комшилуку пјевајући традиционалне пјесме које се односе на хоп ту на.

### Тридијум свих светих
Папа Бонифације IV је 609. године потврдио 13. мај као свети дан сјећања на све хришћанске мученике. До 800. године постоје докази да су цркве у Ирској и Нортамбрији одржавале празник у част свих светих 1. новембра, који је постао Дан Свих Светих. Сматра се да је Алкуин од Нортамбрије инспирисао свог пријатеља Арна из Салцбурга у Баварској да одржи гозбу на тај датум. Џејмс Фрејзер је истакао да је тај датум била келтска идеја, док је Роналд Хатон истакао да је то била германска идеја, пишући да је ирска црква обиљежила сјећање на све свете 20. априла. Неки рукописи, као што су Ирски мартирологија Талахта и Мартирологија Енгуса, који датирају из тог времена, имају помен свих светих „европских“ 20. априла, али и помен свих светих на свијету 1. новембра. Сматра се да је Алкуин од Нортамбрије, члан двора Карла Великог, тада увео 1. новембар као датум одржавања празника у Франачком царству, а 835. године то је постао и званични датум у Франачкој. У 11. вијеку 2. новембар је постао Задушни дан, што је створило тродневно обиљежавање познато као Тридијум свих светих: Вече свих светих (31. октобар), Сви свети (1. новембар) и Задушни дан (2. новембар).
Распрострањено је вјеровање да су многи модерни секуларни обичаји током Ноћи свих светих или Ноћи вјештица били под утицајем празника Самаин, а фолклористи су користили назив „Самаин“ да упућују на гелске обичаје „Ноћи вјештица“ до 19. вијека. Други научници тврде да је утицај Самаина био преувеличан и да је Ноћ вјештица такође утицала на Самаин.
Већину америчких традиција за Ноћ вјештица пренијели су ирски и шкотски имигранти у 19. вијеку, а затим су се, захваљујући америчком утицају, те традиције за Ноћ вјештица прошириле на многе друге земље до краја 20. вијека.

## Модерни паганизам
Самаин и фестивале инспирисане њиме одржавају неки модерни пагани, који су од каснијег 20. вијека сматрали Самаин или нешто на основу њега, као вјерски празник. С обзиром на то да постоји много врста неопаганизма, њихове прославе могу да буду доста различите упркос заједничком имену. Неки покушавају да опонашају историјски фестивал што је више могуће, док други неопагани заснивају своје прославе на разним неповезаним изворима, а гелска култура је само један од њих. Џени Батлер је у одјељку Неопаганске прославе Самаина у књизи Посластица или смицалица? Ноћ вјештица у свијету који се глобализује, написала да ирски пагани бирају неке елементе историјских прослава Самаина и спајају их са референцама на келтску прошлост, правећи нови фестивал који је јединствен дио неопаганске културе.
Неопагани обично славе Самаин 31. октобра увече и 1. новембра током дана на сјеверној хемисфери и 30. априла увече и 1. маја током дана на јужној хемисфери, почевши и завршавајући заласком сунца, јер је келтски дан почињао и завршавао се заласком сунца. Неки неопагани га славе на астрономској средини између јесење равнодневице и зимског солстиција (или пуног мјесеца најближег тој тачки), што је обично око 6. или 7. новембра на сјеверној хемисфери.

### Келтски реконструкционизам
Као и друге реконструкционистичке традиције, келтски реконструкционистички пагани наглашавају историјску тачност и своје прославе и ритуале заснивају на традиционалном предању, као и на истраживању вјеровања политеистичких Келта. Они славе Самаин 1. новембра, али могу да прилагоде датум како би одговарао њиховој регионалној клими, обично када падне први зимски мраз. Њихова традиција укључује освештавање куће и паљење ломача. Неки прате стару традицију прављења двеју ломача, између којих слављеници и животиње затим пролазе као ритуал прочишћења. За реконструкционистичке пагане, то је вријеме када се мртви посебно поштују, а иако они дају понуде у свако доба године, Самаин је доба када се дају детаљније понуде одређеним прецима. То може да укључује израду малог олтара или светилишта. Често праве гозбе у којима се за столом поставља мјесто за мртве, које позивају да се придруже. Нетакнути дио хране и пића оставља се напољу као принос; обично се причају традиционалне приче, изводе традиционалне пјесме и плесови. Врата или прозор окренути према западу могу да се отворе, а свијећа се оставља да гори на прозорској дасци да води мртве кући. Гатање за наредну годину се често обавља, било као дио тих свечаности или као дио игара. Људи који су склонији мистици такође сматрају фестивал као вријеме за дубоко општење са својим божанствима, нарочито онима који су посебно повезани са тим фестивалом.

### Виканци
Виканци славе варијацију Самаина као један од својих годишњих Сабата точка године. Већина Виканаца га сматра најважнијим од четири „вијећа сабата“. Неки Виканци га сматрају као вријеме за слављење живота оних који су умрли, а то често укључује одавање поштовања прецима, члановима породице, старјешинама вјере, пријатељима, кућним љубимцима и другим вољеним особама које су умрле. У неким ритуалима, духови мртвих су позвани да присуствују свечаностима. На њега се гледа као на фестивал таме, који је балансиран на супротној тачки точка прољећним фестивалом Белтејн.
Виканци вјерују да је на Самаин граница или „вео“ између свијета живих и загробног живота на најтањој тачки током цијеле године, што по њиховом мишљењу олакшава комуникацију са особама које су умрле.